# Paulo Henrique (chorégraphe)
Pour les articles homonymes, voir Paulo Henrique.
Paulo Henrique (né Paulo Henrique Carreira Jorge à Luanda en Angola) est un performer, chorégraphe et artiste pluridisciplinaire portugais.
Son travail met souvent en évidence, la relation du corps aux nouveaux médias, notamment la vidéographie et explorant les rapports entre les images, le corps et avec différents outils et médias la création d'un autre espace, à la fois réel et imaginaire. Ces langues subverties permettent l’émergence de nouvelles constructions et façons de faire et voir la danse.

## Biographie
Il a travaillé avec les artistes suivants : Madalena Vitorino, Meg Stuart, Vera Mantero, Lidia Martinez, Olga Mesa, Meredith Monk, Trisha Brown, Robert Flynt entre autres. Son travail a été présenté en Europe, au Brésil, en Afrique et aux États-Unis d'Amérique. 
Son travail est répertorié au Digital Performance Archive (DPA, une recherche des universités Nottingham Trent et then Salford) qui entreprend une importante collecte et une analyse des événements de performance numérique et des développements survenus au cours des années 1990 et qui sont largement discutés dans le livre Digital Performance de Steve Dixon, 2007 (MIT Press).
Paulo Henrique a été conférencier invité à l’Université de Brighton/ Lighthouse - MA Digital Media Arts entre 2006 et 2008.
Co-créateur, Art Manager et membre du jury du Braga International Festival de Vidéo Danse depuis 2016. 

## Créations et collaborations
Henrique a créé et collaboré à de nombreuses œuvres, certaines étant listées ci-après.

### Créations
- From Now On, Danse & Vidéo multimedia, Forum Dança/ Festival Danças na Cidade, Lisbonne 1996[4]
- Minimally Invasive, Danse & Vidéo multimedia, Forum Dança/ C.M.Leiria/ Exposition universelle Lisbonne, 1998[5],
- Around One(changing winds), Alkantara Festival, Lisbonne 2002[6],
- Surface Tension + Autographs, Photo & Vidéo installation, Brighton Photo Fringe Festival 2008[7]
- Autographs + Surface Tension, London photomonth 2009[8]
- Frame & Re-Frame, Danse & Vidéo Performance, Arte Total / Centre Culturel de Belém, 2010[9]
- Night Trip, Danse Performance, Dance 60x60[10],Stratford Theater, Londres 2010
- Man In The Park, performance & installation, I am this Also[11], Casa Provisoria, Lisbonne 2012
- Vecteurs du Corps[12], Vidéo-mapping José Budha, Semaine des cultures étrangères, Casa André de Gouveia, Paris 2013
- O meu corpo é feito de barulho dos outros[13] (mon corps est fait du bruit des autres) / Guelra - résidence artistique / danse / multimédia - Arte Total et GNRation, Braga 2020

### Collaborations
- 1997/1998 - Partial Disclosures[14] photographie avec Robert Flynt, New York

## Filmographie

### Acteur

#### Cinéma
- 2002 : Anatomie de l'enfer de Catherine Breillat
- 2019 : J'accuse de Roman Polanski
- 2020 . De Gaulle, l'éclat et le secre de Rémi Lebouc
- 2021 : Maigret et la jeune morte de Patrice Leconte

#### Télévision
- 2019 : Plan cœur de Noémie Saglio et Julien Teisseire
- 2020 : En attendant Bojangles de Régis Roinsard

### Danseur
- 1992 : Diário de um desaparecido de Fernando Ávila
- 1994 : Terra Plana
- 2003 : Paulo Henrique / Entre Nós

## Publications

### Livres
- Tércio, Daniel, TeDance – Perspectives on Technologically Expanded Dance, Lisboa, FMH, 2009.
- Dixon, Steve, Digital Performance, A History of New Media in Theater, Dance, Performance Art, and Installation, Cambridge, Massachusetts, The MIT Press, 2007.
- Fazenda, Maria José, Movimentos presentes: Aspectos da dança independente em Portugal, Lisboa, Cotovia, 1997.